# Xenister schwarzmaieri
Xenister schwarzmaieri är en skalbaggsart som beskrevs av Borgmeier 1929. Xenister schwarzmaieri ingår i släktet Xenister och familjen stumpbaggar. Inga underarter finns listade i Catalogue of Life.